# Charles Thaxton
Ph.D. Charles B. Thaxton získal doktorát z fyzikální chemie na Iowské státní univerzitě. Dokončil dva postdoktorandské programy, jeden v oboru historie vědy na Harvardově univerzitě a druhý v laboratořích molekulární biologie na Brandeisově univerzitě.
Jeho specializací jsou původ života a vztah vědy a křesťanství v dějinách.
Je spoluautorem knih Tajemství vzniku života a Duše vědy (obě vydalo v českém překladu nakladatelství Návrat domů).
Je odborným redaktorem středoškolské učebnice biologie Of Pandas and People (O pandách a lidech) a také významnou měrou přispěl do knih God and Culture (Bůh a kultura) a The Creation Hypothesis (Hypotéza stvoření).
Své odborné články publikoval také v časopisech Journal of Inorganic Chemistry, Journal of Scientific Instruments a Journal of Cell Biology.
Přednášel a přednáší na mnoha amerických univerzitách, včetně Princetonské univerzity, Yale univerzity, Michiganské univerzity v Delaware, Riceovy univerzity, Texaské univerzity, univerzity Johnse Hopkinse, Vanderbiltovy univerzity a na právnické fakultě Harvardovy univerzity.
Přednášel také mimo USA na Korejském institutu pokročilých vědeckých studií, na Ruské akademii věd a na mnoha univerzitách v Mongolsku, Rumunsku, Polsku a Maďarsku.
Byl také hostujícím profesorem přírodních věd na Karlově univerzitě, a to v letech 1996-2001.
Je členem společností jako je Americká chemická společnost, Americká asociace pro vědecký pokrok a Americký institut chemie, Americká vědecká afiliace a institutu Discovery institut.